# Глицералдехид
Глицералдехидът е триоза, монозахарид с химична формула C3H6O3. Той е най-простия от всички алдози. На вкус е сладък, а на вид е безцветен кристал. Името му се получава при комбинирането на глицерин и алдехид, тъй като се разглежда като получен от глицерин, при който една хидроксиметиленова група е заменена с алдехидна.

## Структура
Глицералдехидът има един асиметричен въглероден атом (С2*), поради това съществуват два оптични изомера (енантиомер), с противоположно въртене на поляризирана светлина.
- R от латинското rectus за дясно, или
- S от латинското sinister за ляво

|                    | D-glyceraldehyde (R)-glyceraldehyde (+)-glyceraldehyde | L-glyceraldehyde (S)-glyceraldehyde (−)-glyceraldehyde |
| Фишерова проекция  | D-glyceraldehyde                                       | L-glyceraldehyde                                       |
| Структурна формула | D-glyceraldehyde                                       | L-glyceraldehyde                                       |
| Структурен модел   | D-glyceraldehyde                                       | L-glyceraldehyde                                       |

При оптичното въртене на глицералдехида (+) е при R и (−) при S, но това съвсем не е в сила за всички монозахариди. Стереометричното въртене се определя от химичната структура, докато оптичното въртене се определя единствено емпирично (чрез опити).

## Номенклатура
При определяне на хиралната форма (L или D) на монозахаридите, глицералдехида се ползва като конформационен стандарт. Монозахариди с конформация като тази на (R)-глицералдехида при последния стереоцентър например C5' при глюкоза, се определят като D. А тези идентични на (S)-глицералдехида като L. И двете се изписват с „малки“ главни букви.

## Синтез и биологична роля
Глицералдехид се получава при умерено окисление на глицерол на пр. с водороден пероксид в присъствието на железни соли като катализатор. Глицералдехидът е изключително важен междинен метаболит в множество анаболитни и катаболитни процеси.